# Torø
Torø är en ö i Danmark.   Den ligger i Region Syddanmark, i den södra delen av landet, 180 km väster om Köpenhamn. Arean är 0,48 kvadratkilometer.
Torø är obebodd och numera landfast med Fyn. Den var bebodd till år 2003. Terrängen är mycket platt. Öns högsta punkt är 13 meter över havet. Den sträcker sig 1,2 kilometer i nord-sydlig riktning, och 0,9 kilometer i öst-västlig riktning.
Klimatet i området är tempererat. Årsmedeltemperaturen i trakten är 8 °C. Den varmaste månaden är augusti, då medeltemperaturen är 17 °C, och den kallaste är februari, med 0 °C.